# Халаэвалу Матаахо Ахомеэ
Халаэвалу Матаахо Ахомеэ (тонг. Halaevalu Mataʻaho ʻAhomeʻe; 29 мая 1926, Тонга — 19 февраля 2017, Окленд) — королева-консорт Тонги (16 декабря 1965 — 10 сентября 2006) в качестве супруги короля Тупоу IV, мать королей Георга Тупоу V и Тупоу VI.

## Биография
10 июня 1947 года в возрасте 21 года Халаэвалу Матаахо Ахомеэ вышла замуж за принца Сиаоси Тауфа’ахау Тупоулахи, старшего сына королевы Салоте Тупоу III и Вилиами Тунги Маилефихи. Свадебную церемонию посетили около 350 человек, среди которых была правящая королева Тонги и представители иностранных государств. У супругов было 4 детей (2 сына и 2 дочери):
- Георг Тупоу V (4 мая 1948 — 18 марта 2012) — министр иностранных дел (1979—1998), 5-й король Тонги (11 сентября 2006 — 18 марта 2012);
- Салоте Мафилео Пилолеву[англ.] (род. 14 ноября 1951) — принцесса и политический деятель;
- Фатафехи Алайвахамамао[англ.] (17 февраля 1954 — 17 декабря 2004);
- Тупоу VI (род. 12 июля 1959) — премьер-министр Тонги (3 января 2000 — 11 февраля 2006), 6-й король Тонги (с 18 марта 2012 года)

С 16 декабря 1965 года по 10 сентября 2006 года она была королевой-консортом, как супруга короля Тупоу IV.
С 26 по 28 мая 2011 года в стране прошли торжества, приуроченные к 85-летию королевы-матери, которые включали в себя вечеринку в саду, на которой присутствовали более 100 женщин различных общин Тонги, католическую мессу и торжественное шествие учащихся средних школ, которые преподнесли королеве-матери подарки и исполнили традиционные танцы. Торжества завершились праздничной церковной службой и королевским обедом в Королевском дворце в Нукуалофе.
Скончалась 19 февраля 2017 года в больнице Окленда (Новая Зеландия) в возрасте 90 лет, что было подтверждено её внучкой – принцессой Ангеликой Латуфуипекой Тукуахо. Её тело было доставлено на родину на военном самолёте, состоящим на службе в Вооружённых силах для последующих похорон, которые состоялись 1 марта.

## Награды
- : Рыцарский Большой Крест с Воротником Королевского Ордена Пуоно (KGCCP)
- : Рыцарский Большой Крест с Воротником Ордена Короны[4]
- : Рыцарский Большой Крест с Воротником Орден королевы Салоте Тупоу III (KGCCQS)
- : Дама ордена Королевского Орден Короля Георга Тупоу V (DKGTRFO)
- : Коронационная медаль Короля Тупоу VI
- : Коронационная медаль Короля Георга Тупоу V
- : Коронационная медаль Серебряного юбилея короля Тауфа’ахау Тупоу IV

Она награждена медалями Великобритании, орденами Германии и Японии.